# Ronde van Spanje 2019/Vijfde etappe
De vijfde etappe van de Ronde van Spanje 2019 werd verreden op 25 augustus met start in L'Eliana en finish bij het observatorium op de top van de Alto de Javalambre (11,1 kilometer à 7,8%) in het Javalambre-gebergte in de gemeente Arcos de las Salinas, comarca Gúdar-Javalambre. 
De drie vluchters van de dag, Ángel Madrazo, zijn ploeggenoot Jetse Bol en José Herrada, die een maximale voorsprong van elf minuten bereikten, hielden tot aan de finish stand, zij eindigden in genoemde volgorde. Madrazo moest in de slotklim enkele malen lossen, maar door het verdedigend koersen van Bol – die geen kopwerk deed – wist hij kort voor de finish weer aan te sluiten en solo te demarreren naar de dagwinst. Van de klassementsrenners kwam Miguel Ángel López op 35 seconden van Herrada als eerste boven, op twaalf seconden gevolgd Alejandro Valverde en Primož Roglič. López nam de leiding in het algemeen klassement over, gevolgd door Roglič, Quintana, Valverde, Roche en Urán die alle vijf binnen een minuut staan.
| L'Eliana – Alto de Javalambre (170,7 km) |                    |                   |          |
| Plaats                                   | Naam               | Ploeg             | Tijd     |
| 1                                        | Ángel Madrazo      | Burgos-BH         | 4u58'31" |
| 2                                        | Jetse Bol          | Burgos-BH         | + 10"    |
| 3                                        | José Herrada       | Cofidis           | + 22"    |
| 4                                        | Miguel Ángel López | Astana Pro Team   | + 47"    |
| 5                                        | Alejandro Valverde | Movistar Team     | + 59"    |
| 6                                        | Primož Roglič      | Team Jumbo-Visma  | z.t.     |
| 7                                        | Tadej Pogačar      | UAE Team Emirates | + 1'29"  |
| 8                                        | Nairo Quintana     | Movistar Team     | + 1'41"  |
| 9                                        | Sepp Kuss          | Team Jumbo-Visma  | z.t.     |
| 10                                       | Esteban Chaves     | Mitchelton-Scott  | + 1'46"  |
|                                          |                    |                   |          |
| 38                                       | Dylan Teuns        | Bahrain-Merida    | + 3'58"  |

| Algemeen klassement |                    |                    |           |
| Plaats              | Naam               | Ploeg              | Tijd      |
| Rode trui           | Miguel Ángel López | Astana Pro Team    | 18u55'21" |
| 2                   | Primož Roglič      | Team Jumbo-Visma   | + 14"     |
| 3                   | Nairo Quintana     | Movistar Team      | + 23"     |
| 4                   | Alejandro Valverde | Movistar Team      | + 28"     |
| 5                   | Nicolas Roche      | Team Sunweb        | + 57"     |
| 6                   | Rigoberto Urán     | EF Education First | + 59"     |
| 7                   | Esteban Chaves     | Mitchelton-Scott   | + 1'17"   |
| 8                   | Rafał Majka        | BORA-hansgrohe     | + 1'18"   |
| 9                   | Tadej Pogačar      | UAE Team Emirates  | + 1'49"   |
| 10                  | Wilco Kelderman    | Team Sunweb        | + 1'50"   |
|                     |                    |                    |           |
| 25                  | Dylan Teuns        | Bahrain-Merida     | + 4'43"   |

1e etappe ·
2e etappe ·
3e etappe ·
4e etappe ·
5e etappe ·
6e etappe ·
7e etappe ·
8e etappe ·
9e etappe ·
10e etappe ·
11e etappe ·
12e etappe ·
13e etappe ·
14e etappe ·
15e etappe ·
16e etappe ·
17e etappe ·
18e etappe ·
19e etappe ·
20e etappe ·
21e etappe
Startlijst · Eindstanden · Afbeeldingen